# Aporodesmus ivoiricus
Aporodesmus ivoiricus är en mångfotingart som beskrevs av Demange och Jean-Paul Mauriès 1975. Aporodesmus ivoiricus ingår i släktet Aporodesmus och familjen Cryptodesmidae. Inga underarter finns listade i Catalogue of Life.